# Coleophora fuscostraminella
Coleophora fuscostraminella é uma espécie de mariposa do gênero Coleophora pertencente à família Coleophoridae.